# PlazAmericas

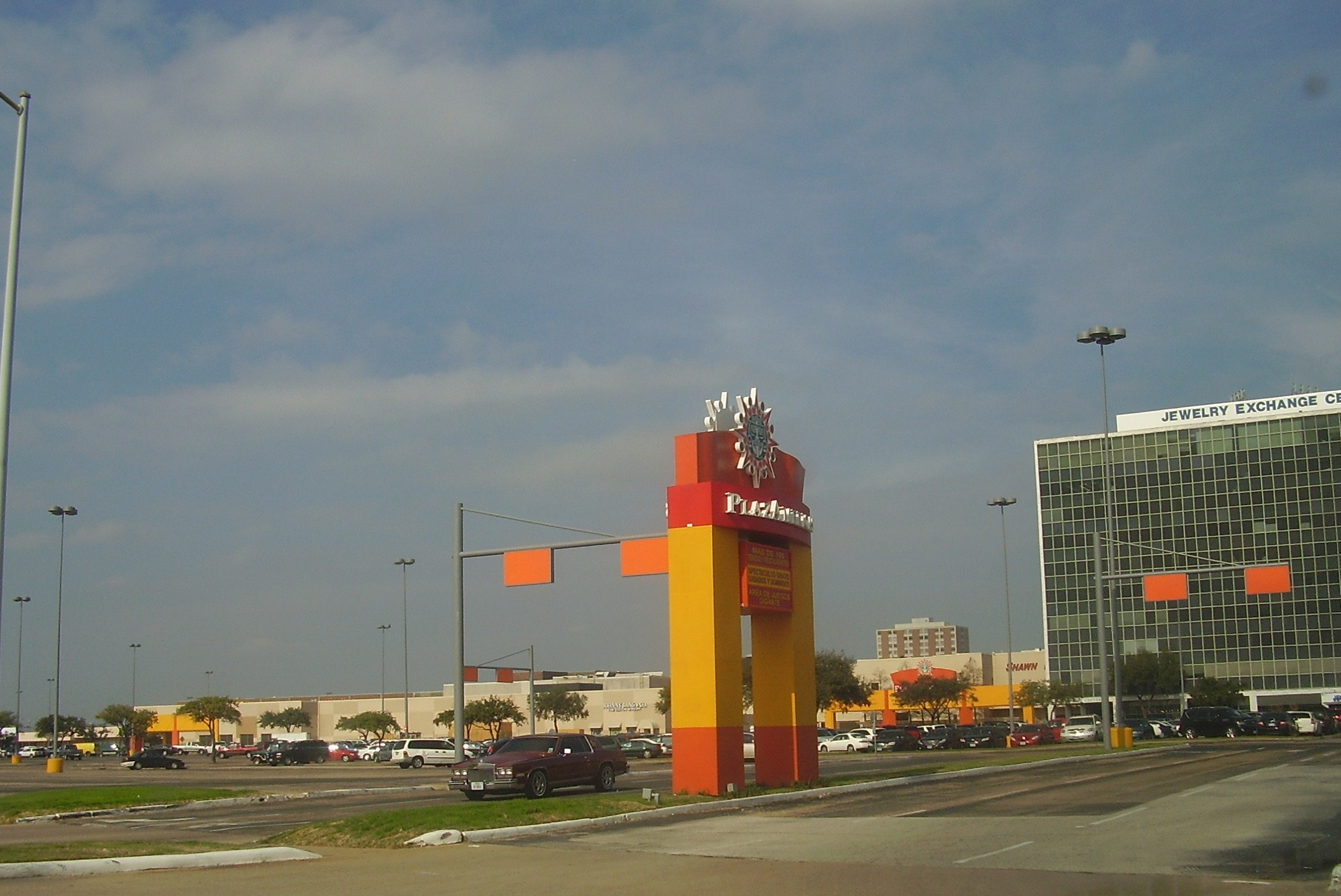
PlazAmericas

PlazAmericas (anteriormente Sharpstown Mall o Sharpstown Center) es un centro comercial en Houston, Texas, Estados Unidos. PlazAmericas se encuentra ubicada en el suroeste de la ciudad. PlazAmericas tiene más de 100 tiendas.
Sharpstown Mall se abrió en 1961. En 1998 el J.C. Penney de Sharpstown Mall cerró. En 2001 el Montgomery Ward de Sharpstown Mall se cerró. En 2010 Boxer Properties, el gerente de Sharpstown Mall, cambió el nombre del centro comercial. Ahora es PlazAmericas.